# Exephanes fulvescens
Exephanes fulvescens là một loài tò vò trong họ Ichneumonidae.